# Corfitz Ulfeldts skamstøtte
Corfitz Ulfeldts skamstøtte er et stenmindesmærke over landsforræderen Corfitz Ulfeldt. Den blev i 1663 opstillet på Gråbrødretorv, hvor Ulfeldt havde boet, så byens borgere kunne spytte på den, når de passerede. Den bærer inskriptionen: "Corfitz WF forræderen, Till Æwig Spott, Skam og Skiendsel".
Stenen blev beskadiget under Københavns brand 1728 og renoveret i 1747. I 1841 var hadet til Ulfeldt aftaget så meget, at skamstøtten blev fjernet. Den kan nu ses på Nationalmuseet.
55°40′29″N 12°34′31″Ø / 55.6746°N 12.57538°Ø